# Charlie Cresswell
Charlie Richard Cresswell (ur. 17 sierpnia 2002 w Preston) – angielski piłkarz, występujący na pozycji obrońcy we francuskim  klubie Toulouse FC.

## Sukcesy

### Anglia U21
- Mistrzostwa Europy U-21 w piłce nożnej: 2023[4]